# Campionato mondiale giovanile di pallamano maschile
Il Campionato mondiale giovanile di pallamano maschile è una competizione internazionale di pallamano organizzata ogni due anni dall'International Handball Federation e riservata alle nazionali Under-19. La prima edizione è stata organizzata nel 2005.

## Albo d'oro
| 2005 Dettagli | Qatar              | Serbia e Montenegro                                   | 39 – 23                                               | Corea del Sud                                         | Croazia                                               | 32 – 31                                               | Danimarca                                             |
| 2007 Dettagli | Bahrein            | Danimarca                                             | 27 – 26                                               | Croazia                                               | Svezia                                                | 34 – 27                                               | Argentina                                             |
| 2009 Dettagli | Tunisia            | Croazia                                               | 40 – 35                                               | Islanda                                               | Svezia                                                | 30 – 27                                               | Tunisia                                               |
| 2011 Dettagli | Argentina          | Danimarca                                             | 24 – 22                                               | Spagna                                                | Svezia                                                | 28 – 24                                               | Francia                                               |
| 2013 Dettagli | Ungheria           | Danimarca                                             | 32 – 26                                               | Croazia                                               | Germania                                              | 29 – 23                                               | Spagna                                                |
| 2015 Dettagli | Russia             | Francia                                               | 33 – 26                                               | Slovenia                                              | Islanda                                               | 26 – 22                                               | Spagna                                                |
| 2017 Dettagli | Georgia            | Francia                                               | 28 – 25                                               | Spagna                                                | Danimarca                                             | 30– 29                                                | Croazia                                               |
| 2019 Dettagli | Macedonia del Nord | Egitto                                                | 32 - 28                                               | Germania                                              | Danimarca                                             | 35 - 27                                               | Portogallo                                            |
| 2021 Dettagli | Grecia             | Edizione annullata a causa della pandemia di COVID-19 | Edizione annullata a causa della pandemia di COVID-19 | Edizione annullata a causa della pandemia di COVID-19 | Edizione annullata a causa della pandemia di COVID-19 | Edizione annullata a causa della pandemia di COVID-19 | Edizione annullata a causa della pandemia di COVID-19 |
| 2023 Dettagli | Croazia            | Spagna                                                | 28 - 23                                               | Danimarca                                             | Croazia                                               | 39 - 37                                               | Egitto                                                |
| 2025 Dettagli | Slovenia           |                                                       |                                                       |                                                       |                                                       |                                                       |                                                       |

## Medagliere per nazioni
| Pos. | Paese         | Oro | Argento | Bronzo | Totale |
| ---- | ------------- | --- | ------- | ------ | ------ |
| 1    | Danimarca     | 3   | 1       | 2      | 6      |
| 2    | Francia       | 2   | 0       | 0      | 2      |
| 3    | Croazia       | 1   | 2       | 2      | 5      |
| 4    | Spagna        | 1   | 2       | 0      | 3      |
| 5    | Egitto        | 1   | 0       | 0      | 1      |
| 5    | Serbia        | 1   | 0       | 0      | 1      |
| 7    | Germania      | 0   | 1       | 1      | 2      |
| 7    | Islanda       | 0   | 1       | 1      | 2      |
| 9    | Slovenia      | 0   | 1       | 0      | 1      |
| 9    | Corea del Sud | 0   | 1       | 0      | 1      |
| 11   | Svezia        | 0   | 0       | 3      | 3      |